# Operações militares turcas no norte do Iraque
O conflito curdo na Turquia se espalhou para o Curdistão iraquiano em 1992 e continuou lá de forma intermitente desde então. As Forças Armadas da Turquia lançaram uma série de operações no norte do Iraque contra o Partido dos Trabalhadores do Curdistão (PKK). Mais de 37.000 pessoas foram mortas no conflito desde 1984.
De acordo com o governo da Turquia, o número total de mortes turcas no Iraque foi de 275 mortos e 739 feridos. Alega ter matado 6.325 e capturado 1.700 guerrilheiros do PKK no país.
| Data                                              | Operação                                                    | Baixas das Forças Armadas Turcas (Feridos) | Baixas dos Partido dos Trabalhadores do Curdistão (Capturados) |
| ------------------------------------------------- | ----------------------------------------------------------- | ------------------------------------------ | -------------------------------------------------------------- |
| 5 de outubro de 1992 - 15 de novembro de 1992     | Operação Norte do Iraque                                    | 28 (125)                                   | 1,551 (1,232)                                                  |
| 20 de março de 1995 - 4 de maio de 1995           | Operação Aço                                                | 64 (185)                                   | 555 (13)                                                       |
| 12 de maio de 1997 - 7 de julho de 1997           | Operação Martelo                                            | 114 (338)                                  | 2,730 (418)                                                    |
| 25 de setembro de 1997 - 15 de outubro de 1997    | Operação Alvorada                                           | 31 (91)                                    | 865 (37)                                                       |
| 21 de fevereiro de 2008 – 29 de fevereiro de 2008 | Operação Sol                                                | 27                                         | 240                                                            |
| 25 de abril de 2017                               | Ataques aéreos turcos em abril de 2017 na Síria e no Iraque | 0                                          | 33                                                             |
| 28 de maio de 2019 - 14 de junho de 2020          | Operação Garra                                              | 17                                         | 417                                                            |
| 17 de abril de 2022 – Presente                    | Operação Garra-Fechadura                                    | 1                                          | 26                                                             |
| Total:                                            | Total:                                                      | 282 (739)                                  | 6.417 (2.700)                                                  |